# Callender Peak
Der Callender Peak ist ein 1340 m hoher, markanter und größtenteils vereister Nebengipfel des Mount-Murphy-Massivs im westantarktischen Marie-Byrd-Land. Er ragt auf 15 km ostnordöstlich des Hauptgipfels auf.
Der United States Geological Survey kartierte ihn erstmals von Luftaufnahmen der US-amerikanischen Operation Highjump (1946–1947) vom Januar 1947. Das Advisory Committee on Antarctic Names benannte ihn 1967 nach Gordon Warren Callender Jr. (* 1945) von der United States Navy, leitender Offizier auf der Byrd-Station im Jahr 1966.